# Xu Haifeng
Xu Haifeng (许海峰S, Xǔ HǎifēngP; 1º agosto 1957) è un ex tiratore a segno cinese.

## Carriera
Ha vinto due medaglie olimpiche nel tiro a segno. 
In particolare ha vinto la medaglia d'oro alle Olimpiadi di Los Angeles 1984 nella specialità pistola 50 metri e la medaglia di bronzo alle Olimpiadi di Seul 1988 nella pistola 10 metri.